# Bife borgonhesa

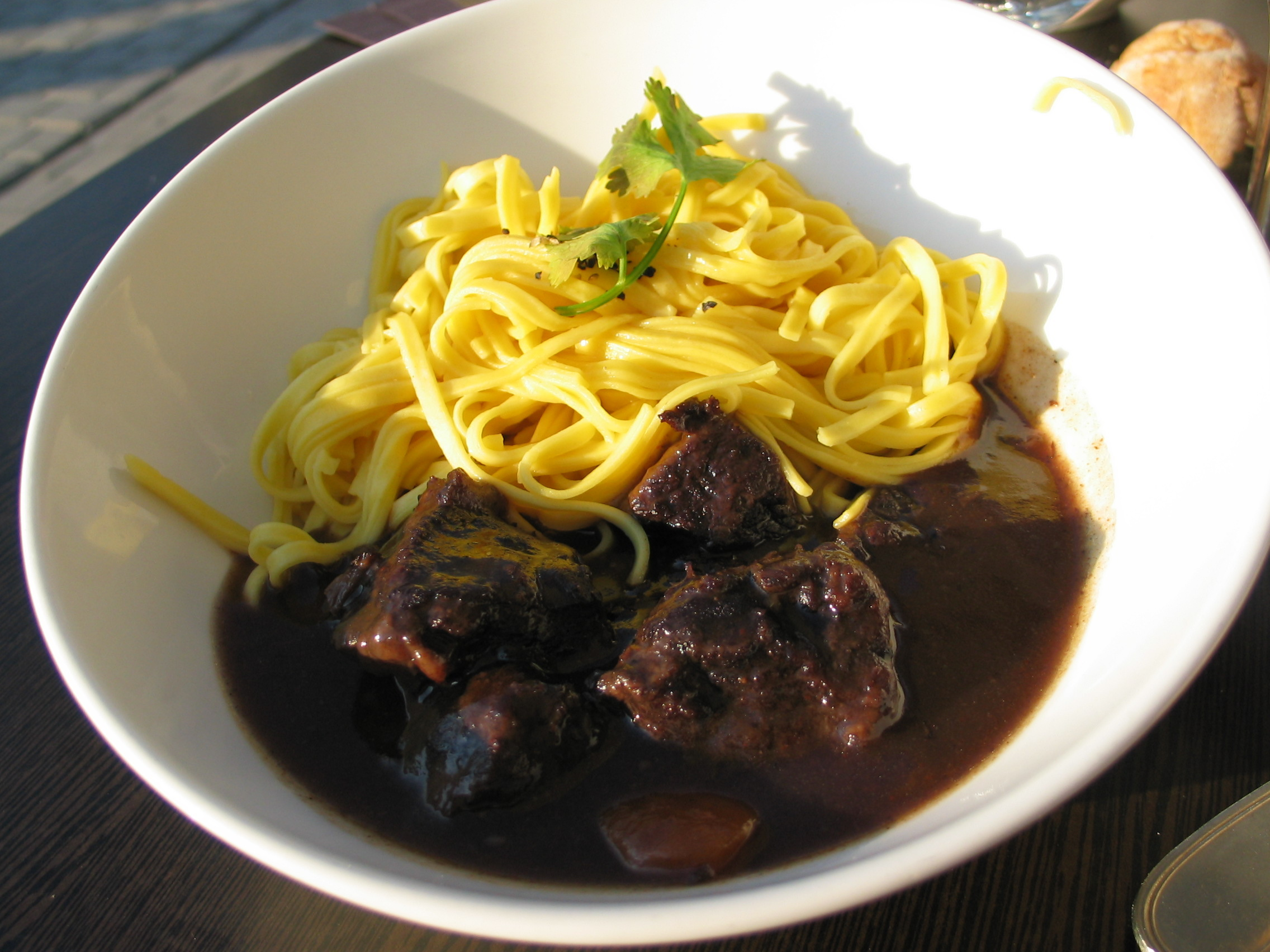
Boeuf bourguignon servido com massa alimentícia

Bife bourguignon ("boeuf bourguignon", em francês, ou “carne de vaca da Bourgogne”) é um prato típico da culinária da França, que consiste em carne de vaca guisada em vinho tinto, com alguns vegetais e condimentos. Como o nome indica, é uma preparação emblemática duma região da França, a Borgonha, pátria de vinhos célebres em todo o mundo, e também da raça charolesa de gado bovino, que são as indicadas para esta iguaria; segundo uma receita francesa, este prato é servido com massa alimentícia (macaroni ou tagliatelle), ou apenas com uma guarnição, também regional, de cogumelos, torresmos de bacon e cebolas-miniatura. 
A carne, cortada em cubos grandes, é colocada numa marinada com cebola em pedaços, cenoura em rodelas, aipo, alho-porro, alho, alecrim, tomilho, louro, anis-estrelado e o vinho. No dia seguinte, tira-se a carne da marinada e escorre-se. Numa panela, aquece-se o bacon até libertar a gordura; retiram-se os torresmos e reservam-se; junta-se o alho e cebola da marinada e refogam-se e, a seguir, a carne que deve ficar dourada; juntam-se os cogumelos e deixam-se suar alguns minutos; acrescenta-se o caldo da marinada e os cogumelos; se necessário, acrescentar caldo de carne e sal, e deixar cozinhar em fogo brando até a carne ficar macia (cerca de duas horas). Entretanto, numa caçarola pequena aquece-se óleo e manteiga e colocam-se cebolas-pérola para refogar e acrescenta-se água e açúcar para as caramelizar. Na altura de servir, juntam-se ao guisado os torresmos de bacon e as cebolinhas caramelizadas. 
Noutra receita, a carne é polvilhada com farinha (para engrossar o molho) na altura em que se põe a saltear e acrescenta-se extrato de tomate juntamente com o caldo. O prato é servido com batata cozida e fatias de pão torrado com alho e azeite. 